# نالباري
نالباري رمزها «NL» (بالإنجليزية: Nalbari)‏ ، هو تقسيم إداري لدولة الهند تتبع ولاية أسام (بالإنجليزية: Assam)‏ ، مركزها هو مدينة نالباري (بالإنجليزية: Nalbari)‏ عدد سكانها حسب تعداد سنة 2001 هو 1,138,184 ، مساحتها 2,257 كم² وكثافة السكان 504 لكل كم² .

## المناخ
يظهر الجدول التالي التغييرات المناخية على مدار السنة لنالباري:
| البيانات المناخية لـنالباري               | البيانات المناخية لـنالباري | البيانات المناخية لـنالباري | البيانات المناخية لـنالباري | البيانات المناخية لـنالباري | البيانات المناخية لـنالباري | البيانات المناخية لـنالباري | البيانات المناخية لـنالباري | البيانات المناخية لـنالباري | البيانات المناخية لـنالباري | البيانات المناخية لـنالباري | البيانات المناخية لـنالباري | البيانات المناخية لـنالباري | البيانات المناخية لـنالباري |
| الشهر                                     | يناير                       | فبراير                      | مارس                        | أبريل                       | مايو                        | يونيو                       | يوليو                       | أغسطس                       | سبتمبر                      | أكتوبر                      | نوفمبر                      | ديسمبر                      | المعدل السنوي               |
| ----------------------------------------- | --------------------------- | --------------------------- | --------------------------- | --------------------------- | --------------------------- | --------------------------- | --------------------------- | --------------------------- | --------------------------- | --------------------------- | --------------------------- | --------------------------- | --------------------------- |
| الدرجة القصوى °م (°ف)                     | 28.8 (83.8)                 | 32.2 (90.0)                 | 38.4 (101.1)                | 39.0 (102.2)                | 37.0 (98.6)                 | 38.3 (100.9)                | 36.5 (97.7)                 | 36.2 (97.2)                 | 35.8 (96.4)                 | 34.3 (93.7)                 | 31.0 (87.8)                 | 28.1 (82.6)                 | 39.0 (102.2)                |
| متوسط درجة الحرارة الكبرى °م (°ف)         | 23.6 (74.5)                 | 26.2 (79.2)                 | 30.0 (86.0)                 | 31.2 (88.2)                 | 31.2 (88.2)                 | 31.7 (89.1)                 | 31.9 (89.4)                 | 32.2 (90.0)                 | 31.7 (89.1)                 | 30.3 (86.5)                 | 27.6 (81.7)                 | 24.7 (76.5)                 | 29.4 (84.9)                 |
| متوسط درجة الحرارة الصغرى °م (°ف)         | 10.3 (50.5)                 | 12.0 (53.6)                 | 15.9 (60.6)                 | 20.0 (68.0)                 | 22.7 (72.9)                 | 24.9 (76.8)                 | 25.6 (78.1)                 | 25.6 (78.1)                 | 24.7 (76.5)                 | 21.9 (71.4)                 | 16.7 (62.1)                 | 11.8 (53.2)                 | 19.3 (66.8)                 |
| أدنى درجة حرارة °م (°ف)                   | 4.7 (40.5)                  | 5.1 (41.2)                  | 8.3 (46.9)                  | 13.0 (55.4)                 | 16.2 (61.2)                 | 20.4 (68.7)                 | 21.4 (70.5)                 | 22.1 (71.8)                 | 19.7 (67.5)                 | 13.6 (56.5)                 | 10.3 (50.5)                 | 6.0 (42.8)                  | 4.7 (40.5)                  |
| معدل هطول الأمطار مم (إنش)                | 11.9 (0.47)                 | 18.3 (0.72)                 | 55.8 (2.20)                 | 147.9 (5.82)                | 244.2 (9.61)                | 316.4 (12.46)               | 345.4 (13.60)               | 264.3 (10.41)               | 185.9 (7.32)                | 91.2 (3.59)                 | 18.7 (0.74)                 | 7.1 (0.28)                  | 1٬717٫7 (67.63)             |
| متوسط الأيام الممطرة                      | 1.8                         | 2.9                         | 5.8                         | 13.1                        | 17.0                        | 19.6                        | 22.3                        | 18.5                        | 15.2                        | 7.4                         | 2.8                         | 1.3                         | 127.7                       |
| متوسط الرطوبة النسبية (%)                 | 79                          | 65                          | 57                          | 68                          | 75                          | 81                          | 83                          | 82                          | 83                          | 82                          | 82                          | 82                          | 77                          |
| ساعات سطوع الشمس الشهرية                  | 226.3                       | 214.7                       | 220.1                       | 201.0                       | 192.2                       | 132.0                       | 124.0                       | 161.2                       | 138.0                       | 204.6                       | 231.0                       | 232.5                       | 2٬277٫6                     |
| المصدر: World Meteorological Organization |                             |                             |                             |                             |                             |                             |                             |                             |                             |                             |                             |                             |                             |

## أعلام
- سيما بيسواس